# Roberto Ceruti
Pour les articles homonymes, voir Ceruti.
Roberto Ceruti (né le 10 novembre 1953 à Paderno Ponchielli, dans la province de Crémone, en Lombardie) est un ancien coureur cycliste italien. 

## Biographie
Professionnel de 1977 à 1987, Roberto Ceruti a notamment remporté une étape du Tour d'Italie 1979, le Tour d'Ombrie (1980) et le Tour de Romagne (1977). 
Chez les amateurs, il a obtenu la médaille de bronze du championnat du monde amateurs sur route en 1975. 
Roberto Ceruti a représenté l'Italie aux Jeux olympiques à Montréal, et lors de quatre championnats du monde professionnels (1980, 1982, 1983 et 1984).

## Palmarès

### Palmarès amateur
| - 1973 - Targa Libero Ferrario - 1974 - Targa Libero Ferrario - 3e de la Freccia dei Vini - 1975 - Champion d'Italie sur route amateurs - Circuito del Porto-Trofeo Arvedi - 4e étape de la Semaine bergamasque - Trophée Alberto Triverio - Circuito Valle del Liri - Médaillé de bronze au championnat du monde sur route amateurs - 3e du Tour de Lombardie amateurs | - 1976 - Trophée Attilio Strazzi - Grand Prix Guillaume Tell : - Classement général - 7e étape (contre-la-montre) - 2e du Baby Giro - 3e de la Semaine bergamasque |

### Palmarès professionnel
| - 1977 - Tour de Romagne - 3e de la Nokere Koerse - 1978 - 2e de la Coppa Placci - 8e du Tour de Lombardie - 1979 - 16e étape du Tour d'Italie - 1980 - Tour d'Ombrie - 3e du Grand Prix de l'industrie et du commerce de Prato - 3e du Grand Prix Union Dortmund - 3e de Milan-Turin - 6e du Tour de Lombardie | - 1981 - 2e du GP Montelupo - 1982 - 3e du Grand Prix de l'industrie et du commerce de Prato - 1983 - 2e de la Coppa Agostoni - 1984 - Grand Prix de la ville de Camaiore - 3e du Tour d'Émilie - 1985 - 2e étape du Tour d'Italie (contre-la-montre par équipes) - 1986 - 3e étape du Tour d'Italie (contre-la-montre par équipes) |

## Résultats sur les grands tours

### Tour de France
1 participation
- 1979 : non-partant (10e étape)

### Tour d'Italie
10 participations
- 1977 : 60e
- 1978 : abandon (16e étape)
- 1979 : 27e, vainqueur de la 16e étape
- 1980 : 17e
- 1981 : 35e
- 1982 : 21e
- 1983 : 47e
- 1984 : 57e
- 1985 : 21e, vainqueur de la 2e étape (contre-la-montre par équipes)
- 1986 : 48e, vainqueur de la 3e étape (contre-la-montre par équipes)

### Tour d'Espagne
2 participations
- 1983 : 23e
- 1984 : 37e